# Crickhowell Castle
Crickhowell Castle ist die Ruine einer Burg in Wales. Die als Kulturdenkmal der Kategorie Grade I und als Scheduled Monument geschützte Ruine liegt inmitten der Stadt Crickhowell in Powys.

## Geschichte
Die Burg wurde nach der normannischen Eroberung von Brycheiniog im frühen 12. Jahrhundert als Erd- und Holzbefestigung möglicherweise von Robert de Turberville, einem Vasallen von Bernard de Neufmarché errichtet. Die Burg blieb über 150 Jahre im Besitz der Familie Turberville. Um 1272 ließ Hugh de Turberville den steinernen Shell Keep und die Ringmauer um die Vorburg errichten. Nach seinem Tod 1293 fiel die Burg an Sir Grimbald Pauncefote, der Turbervilles Tochter Sybil geheiratet hatte. Im 14. Jahrhundert kam die Burg in den Besitz von Roger Mortimer. Nach Gerald Alisby, einem Kommandanten aus dieser Zeit, wird die Burg auch Alisby's Castle genannt. 1402 fiel die Burg an Sir John Pauncefote, einen Urenkel von Grimbald Pauncefote. Auf Befehl des Königs ließ er die Befestigungen gegen die Rebellen von Owain Glyndŵr erneuern, dennoch wurde die Burg 1403 von den Rebellen erobert und zerstört. Im 15. Jahrhundert gelangte die Burg an Sir William Herbert, 1. Earl of Pembroke, doch vermutlich wurden die Befestigungen nach der Zerstörung nie wieder hergestellt. 1463 verlieh König Eduard IV. Crickhowell als eigenständige Herrschaft an Herbert, der damit zum Marcher Lord aufstieg. Im 16. Jahrhundert galt die Burg endgültig als zerfallen und diente als Steinbruch für das umgebende Borough. Am 19. Juli 1963 wurden die Reste der Burg als Kulturdenkmal unter Schutz gestellt.

## Anlage
Die Burg entstand als Motte-und-Bailey-Anlage auf einer Anhöhe östlich des Tals des River Usk. Von dem steinernen Shell Keep auf dem Gipfel der Motte sind nur noch geringe Reste erhalten. Die Vorburg war ebenfalls von einer steinernen Mauer mit mehreren Türmen umgeben. Von dieser Befestigung sind nur noch zwei größere Mauerreste erhalten. Das eine Mauerstück ist ein Teil eines großen Turms an der Südostecke der Burg, wo die Vorburg in die Motte übergeht. Das zweite Mauerstück ist ein Teil des Tores an der Südwestecke der Vorburg. Das Torhaus wurde einst von zwei Rundtürmen gesäumt, von denen von einem Turm noch größere Reste erhalten sind.
Die Reste der Burg befinden sich im Zentrum der Stadt und sind als Park bzw. Spielplatz frei zugänglich.